# Магистрала 9 на САЩ
Магистрала 9 на САЩ (United States Route 9) е пътна магистрала, част от Магистралната система на Съединените щати, преминаваща през щатите Делауър, Ню Джърси и Ню Йорк.
Обща дължина 434 мили (840,7 km), от които в Делауър 30,9 мили (49,7 km), в Ню Джърси 166,8 мили (268,4 km), в Ню Йорк 324,7 мили (522,6 km). Магистралата започва североизточно от град Лаурел, в югозападната част на щата Делауър, насочва се на североизток и след 50 km достига до брега на залива Делауър, където преминава на отсрещния бряг на щата Ню Джърси чрез фериботна връзка. В щата Ню Джърси трасето на магистралата следва цялото източно крайбрежие на щата, като преминава последователно през градовете Томс Ривър, Елизабет, Нюарк и Джърси Сити. Чрез моста „Джордж Вашингтон“ преодолява река Хъдсън, навлиза в щата Ню Йорк и през северната част на град Ню Йорк се насочва на север по долината на река Хъдсън, като я следва на протежение от 307 km. В този участък магистралата преминава последователно през градовете Йонкърс, Пийкскил, Пъкипсий, Хъдсън, Олбани и Глен Фолс. След това в продължение на около 100 km преодолява източните хребети на планината Адирондак, излиза на западния бряг на езерото Шамплейн, следва брега му на север на протежение от 34 km и завършва на границата с Канада северно от градчето Роузес Пойнт..
От Магистрала 9 на САЩ се отделя една магистрали, която също е от Магистралната система на Съединените щати:
- Магистрала 209  в щатите Пенсилвания и Ню Йорк 211,7 мили (340,8 km).

| Щат       | мили  | km    | Градове (центрове на окръзи), граници, реки и др. | Щат     | мили  | km    | Градове (центрове на окръзи), граници, реки и др. |
| --------- | ----- | ----- | ------------------------------------------------- | ------- | ----- | ----- | ------------------------------------------------- |
| Делауър   |       |       |                                                   | Ню Йорк | 197,7 | 318,1 |                                                   |
|           | 0,0   | 0,0   | гр. Лаурел                                        |         | 0,0   | 0,0   | граница с Ню Джърси (р. Хъдсън)                   |
|           | 12,7  | 20,5  | гр. Джорджтаун                                    |         | 0,4   | 0,7   | гр. Ню Йорк                                       |
|           | 30,9  | 49,7  | южен бряг на зал. Делауър                         |         | 8,1   | 13,0  | гр. Йонкърс                                       |
| Ню Джърси | 30,9  | 49,7  |                                                   |         | 34,5  | 55,5  | гр. Пийкскил                                      |
|           | 0,0   | 0,0   | югоизточен бряг на зал. Делауър                   |         | 65,3  | 105,0 | гр. Пъкипсий                                      |
|           | 15,1  | 24,3  | гр. Кейп Мей Корт Хаус                            |         | 107,7 | 173,3 | гр. Хъдсън                                        |
|           | 38,7  | 62,3  | гр. Нортфийлд                                     |         | 141,2 | 227,2 | гр. Олбани                                        |
|           | 43,3  | 69,7  | гр. Абсакен                                       |         | 190,8 | 307,1 | гр. Глен Фолс                                     |
|           | 92,4  | 148,6 | гр. Томс Ривър                                    |         | 199,0 | 320,0 | гр. Лейк Джордж                                   |
|           | 114,2 | 183,8 | гр. Фрийхолд Бъроу                                |         | 256,2 | 412,3 | гр. Елизабеттаун                                  |
|           | 146,6 | 235,9 | гр. Елизабет                                      |         | 302,8 | 487,3 | гр. Платсбърг                                     |
|           | 149,7 | 241,0 | гр. Нюарк                                         |         | 324,7 | 522,6 | граница с Канада                                  |
|           | 155,4 | 250,1 | гр. Джърси Сити                                   | Общо    | 434,0 | 840,7 |                                                   |
|           | 166,8 | 268,4 | граница с Ню Йорк (р. Хъдсън)                     |         |       |       |                                                   |